# TMEM235
TMEM235 (англ. Transmembrane protein 235) – білок, який кодується однойменним геном, розташованим у людей на 17-й хромосомі. Довжина поліпептидного ланцюга білка становить 223 амінокислот, а молекулярна маса — 23 360.
| 10         |  | 20         |  | 30         |  | 40         |  | 50         |
| ---------- |  | ---------- |  | ---------- |  | ---------- |  | ---------- |
| MARLGALLLA |  | AALGALLSFA |  | LLAAAVASDY |  | WYILEVADAG |  | NGSAWPGRAE |
| LLSSHSGLWR |  | ICEGQNGCIP |  | LVDPFASESL |  | DVSTSVQHLI |  | LLHRAVIVVL |
| PLSLVLLVCG |  | WICGLLSSLA |  | QSVSLLLFTG |  | CYFLLGSVLT |  | LAGVSIYISY |
| SHLAFAETVQ |  | QYGPQHMQGV |  | RVSFGWSMAL |  | AWGSCALEAF |  | SGTLLLSAAW |
| TLSLSPPICG |  | HLSPQQVGGR |  | GGD        |  |            |  |            |

A: Аланін

C: Цистеїн

D: Аспарагінова кислота

E: Глутамінова кислота

F: Фенілаланін

G: Гліцин

H: Гістидин

I: Ізолейцин

L: Лейцин

M: Метіонін

N: Аспарагін

P: Пролін

Q: Глутамін

R: Аргінін

S: Серин

T: Треонін

V: Валін

W: Триптофан

Задіяний у такому біологічному процесі, як альтернативний сплайсинг. 
Локалізований у мембрані, ендоплазматичному ретикулумі.